# Essigny-le-Petit
Essigny-le-Petit es una comuna francesa situada en el departamento de Aisne, de la región de Alta Francia.

## Géografía
Essigny-le-Grand está situada a orillas del río Somme, cerca de su fuente, a 8 km al noreste de San Quintín. 

## Demografía
| 353 | 402 | 421 | 383 | 399 | 377 | 357 | 351 |
| Para los censos de 1962 a 1999 la población legal corresponde a la población sin duplicidades (Fuente: INSEE [Consultar]) |     |     |     |     |     |     |     |